# Vengi
Vengi fou un antic regne del sud de l'Índia entre la desembocadura del Kistna i del Godavari, i cap a l'interior abraçant una distància indeterminada però considerable. Es creu que inicialment fou una província dels pallaves de Conjeeveram, i fou conquerit pels chalukyes al segle vii. La seva capital fou probablement Pedda Vegi, a uns 12 km al nord d'Ellore, on el territori està ple d'antics temples i edificis i munts que cobreixen altres ruïnes.